# Xu Huaiwen
Xu Huaiwen (forenklet kinesisk: 徐怀雯; traditionel kinesisk: 徐懷雯; pinyin: Xú Huáiwén; født 2. august 1975 i Guiyang, Guizhou, Kina) er en tysk badmintonspiller. Hun besluttede at spille for Tyskland, fordi kineserne troede, at hun var for kort, til at spille professionel badminton på verdensplan.